# Marsz Równości w Toruniu
Marsz Równości w Toruniu – coroczna manifestacja w postaci przemarszu ulicami Torunia osób sprzeciwiających się homofobii oraz dyskryminacji mniejszości seksualnych.

## Historia
W Toruniu po raz pierwszy Marsz Równości odbył się 14 października 2017 roku, a jego ideą było pokazanie całej różnorodności społeczności nieheteronormatywnej. Uczestniczyło w nim ponad tysiąc uczestników z Torunia i innych miasta, m.in. Włocławka, Bydgoszczy, Gdańska, Poznania i Warszawy. Trasa Marszu, którego jedną z głównych organizatorek była Marta Siwicka, biegła z Bulwaru Filadelfijskiego przez Stare Miasto i Bydgoskie Przedmieście.
Drugi Marsz Równości odbył się 29 września 2018 roku pod hasłem: „Bądźmy widoczni, bądźmy widoczne”. W manifestacji wzięło udział ok. 1500 osób. Trasa tegorocznego Marszu wiodła przez plac Towarzystwa Miłośników Torunia, ulice: Grudziądzką, Szosą Chełmińską, Bema, Kraszewskiego, Matejki, Bydgoską oraz Chopina.
Trzeci Marsz Równości odbył się 21 września 2019 roku pod hasłem: „Dla życia i rodziny”. Marsz rozpoczął się na Bulwarze Filadelfijskim przy Wiśle. Następnie uczestnicy przeszli przez dworzec Toruń Miasto, plac św. Katarzyny, ul. Wały gen. Sikorskiego, aleję Solidarności, Czerwoną Drogę, ul. Krasińskiego, Matejki i z powrotem nad Wisłę. W manifestacji wzięło udział ponad 2 tys. osób.
Przeciwko trzeciej edycji Marszu Równości wystąpiła w liście otwartym toruńska posłanka Prawa i Sprawiedliwości Anna Sobecka. W liście napisała m.in., że wykorzystanie nazwy kojarzonej z ogólnopolskim Marszem dla Życia i Rodzin jest skandaliczne oraz Powoływanie się przez środowiska LGBT na troskę o życie i rodzinę jest co najmniej kuriozalne, bowiem są oni równolegle żarliwymi zwolennikami aborcji i eutanazji. Przeciwko Marszowi opowiedział się również prof. Aleksander Nalaskowski, wykładowca Uniwersytetu Mikołaja Kopernika w Toruniu. Pod koniec sierpnia w tygodniku „Sieci” opublikował felieton pt. „Wędrowni gwałciciele“, gdzie napisał m.in., że uczestnicy marszów równości są nieszczęśnikami, których dopadła tęczowa zaraza. 11 września Rektor Uniwersytetu Mikołaja Kopernika prof. Andrzej Tretyn zawiesił profesora na trzy miesiące, jednak 18 września prof. Nalaskowski został przywrócony do pracy. Ponadto w trakcie Trzeciego Marszu Równości środowiska katolickie i narodowe zorganizowały „publiczny różaniec o odnowę moralną narodu polskiego”.
W 2020 i 2021 roku Marsz Równości był odwoływany z powodu pandemii COVID-19. W 2021 roku w jego zastępstwie odbył się 23 sierpnia tęczowy piknik.
W 2022 roku IV Marsz Równości został odwołany. Pierwotnie miał odbyć się 17 września, jednak organizatorzy Marszu podjęli decyzję o odwołaniu manifestacji z obawy o niezapewnienie odpowiedniego bezpieczeństwa uczestnikom Marszu.